# コーネリア・ジャドソン

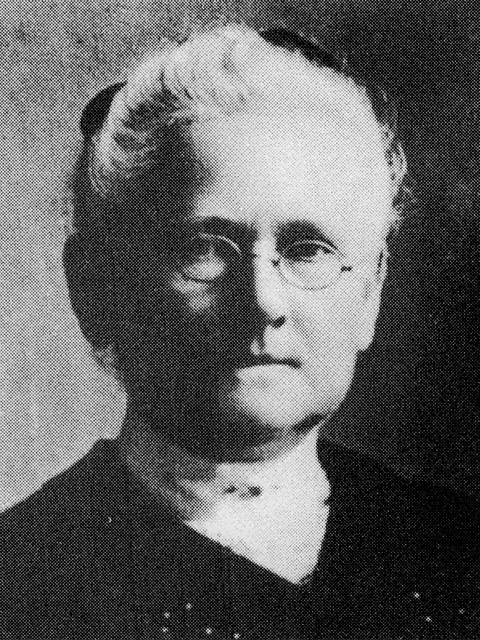
コーネリア・ジャドソン

コーネリア・ジャドソン（ジャジソンとも、Cornelia Judson、1860年10月20日 - 1939年9月17日）は、アメリカ合衆国出身の女性宣教師で、アメリカン・ボードから派遣され、日本で活躍した。
コネチカット州ストラトフォードに生まれ、1882年にコネチカット州立師範学校（現Central Connecticut State University）を卒業して、小学校の教員として働く。その後、ウェルズリー大学に入り、英文学を学ぶ。在学中に海外宣教の重要性を教えられる。
1887年ボストン婦人伝道会の宣教師と共に、アメリカン・ボードの宣教師として来日する。新潟女学校で3年間英語を教えた。
1890年に松山に移り、松山女学校（現・松山東雲学園）の教師となる。また翌年、貧困層の子供たちのために普通夜学会（現・松山学院高等学校）を設立する。その後、日本語習得のために、宣教師がいない宇和島に行く。その頃、西村清雄がジャドソンを助ける。
1905年に松山に戻り、松山女学校の2代目校長に就任する。1920年に校長を辞職、1932年に女学校教師を退職した。その後は故郷ストラトフォードで余生を過ごし、同地で没した。